# Phù thủy châu Âu

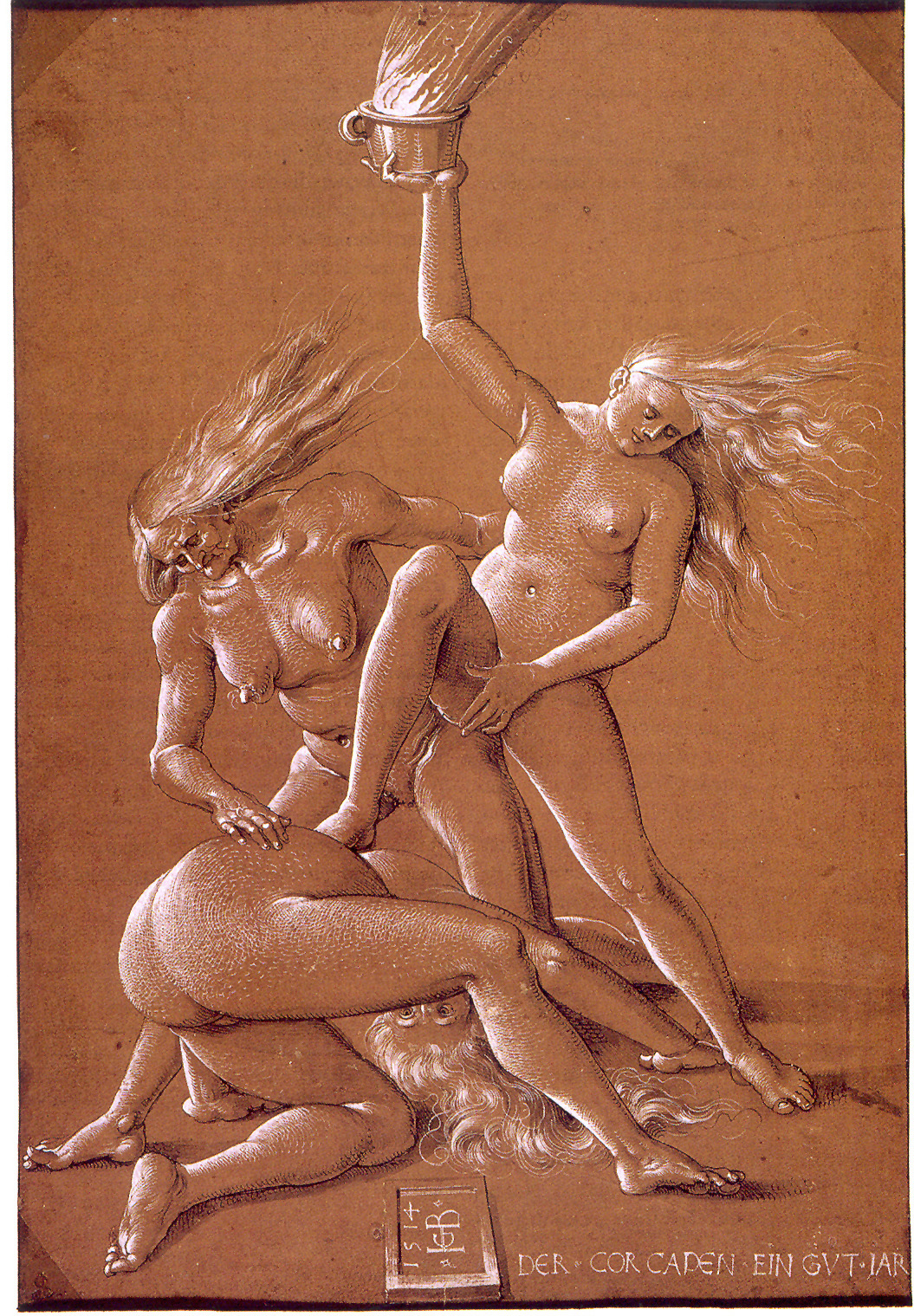
Tranh vẽ về ba nữ phù thủy đang làm nghi thức

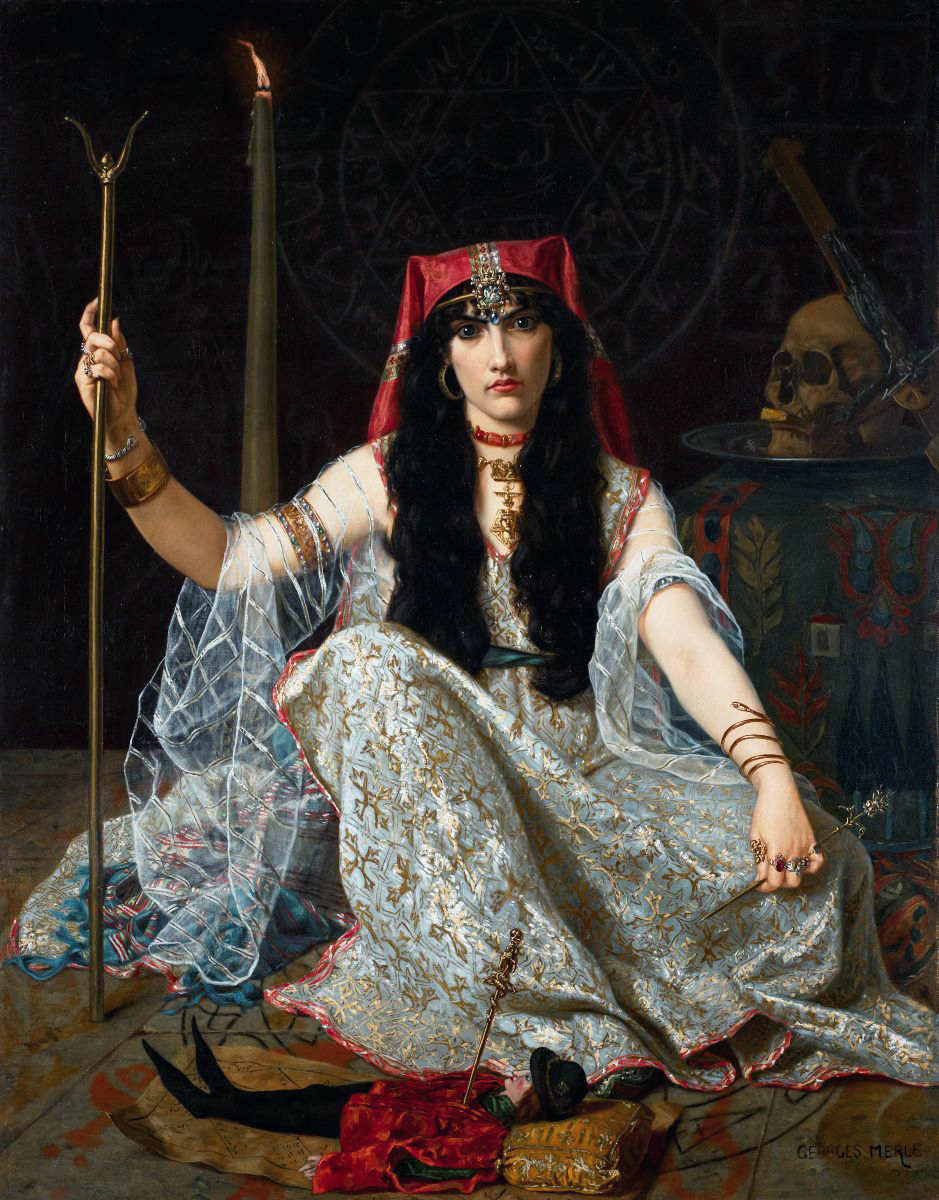
Họa phẩm về một nữ phù thủy bói toán

Phù thủy châu Âu hay phù thủy phương Tây là hình tượng các phù thủy ở châu Âu và hình tượng phù thủy trong văn hóa phương Tây (Âu Mỹ) nói chung. Niềm tin vào phù thủy ở châu Âu có thể bắt nguồn từ thời cổ đại và có lịch sử diễn ra liên tục trong thời Trung cổ, với đỉnh điểm là các phiên tòa xét xử phù thủy thời kỳ đầu thời cận đại và làm nảy sinh nhân vật cổ tích "phù thủy" trong những câu chuyện cổ tích và văn hóa đại chúng của thời hiện đại, cũng như khái niệm "phù thủy thời hiện đại" trong Wicca và các phong trào liên quan của thuật phù thủy đương đại. 
Trong tín ngưỡng châu Âu, phù thủy là những phụ nữ có liên quan đến nữ thần Diana và là kẻ thù của Cơ Đốc giáo thời Trung cổ. Trước khi ma cà rồng bước vào nền văn hóa đại chúng của các nước phương Tây, đã có thời phù thủy là mối đe dọa lớn nhất trong tiềm thức con người. Phù thủy là hình ảnh cụ thể hóa, nhân cách hóa của các sức mạnh siêu nhiên huyền bí, các tà phép, yêu thuật. Sự ám ảnh của người dân phương Tây về phù thủy còn bị cường điệu hóa trong suốt hàng trăm năm dưới nhiều hình thức khác nhau, từ các câu chuyện truyền miệng cho tới các tác phẩm văn chương và sau này còn thêm cả phim ảnh. 
Từng tồn tại rất hưng thịnh với nhiều màu sắc bí ẩn, thậm chí có phần man rợ của thầy phù thủy trong thế giới cổ đại phương Tây, nhưng sự phát triển của đạo Cơ Đốc giáo, dần dần, phù thủy bị coi là mê tín dị đoan, tà giáo, dị giáo và dần lụi tàn.  Ở châu Âu thời cổ đại, con người khi ấy còn đổ lỗi dịch bệnh, chết chóc là do phép thuật của phù thủy hại người đã dẫn tới các cuộc truy sát, hành hình, tra tấn những người bị coi là phù thủy hết sức dã man. Châu Âu vài thế kỷ trước trong thời kỳ đêm trường Trung cổ thì nỗi sợ hãi phép thuật đã dẫn đến những cuộc săn lùng và tàn sát phù thủy. Những cuộc săn lùng phù thủy diễn ra hết sức gắt gao ở miền Nam nước Pháp và Thụy Sĩ trong thế kỉ 14 và 15.
Nhiều người châu Âu còn coi phù thủy là mối nguy hiểm lớn đối với nhân loại. Vì vậy, các chính phủ và xã hội tổ chức “săn” những người bị cáo buộc là phù thủy. Hàng ngàn người đã bị buộc tội và bị tra tấn hết sức dã man. Vào thế kỷ 16, mỗi làng châu Âu đều có một phù thủy nam và một phù thủy nữ nhưng họ bị miệt thị, phải sống ngoài lề của cộng đồng. Truyền thuyết cho rằng các phù thủy hoá thân thành một con vật, nhất là ma sói. Phù thủy nữ thích cưỡi chổi và đi ra ngoài bằng đường lò sưởi, đây là hình tượng ảnh hưởng đến các câu chuyện thiếu nhi về những mụ phù thủy mũi khoằm, còn những người bán hàng rong đã kể lại những chuyện về ma sói lộng hành khắp nước Pháp và châu Âu, bộ hạ của những mụ phù thủy là những sinh vật mang điềm gỡ như con mèo đen, quạ đen, bầy dơi, nhện đen.

## Đại cương
Ở châu Âu thời Trung cổ và giai đoạn đầu thời hiện đại, các phù thủy bị buộc tội thường là những phụ nữ được cho là đã sử dụng phép thuật đen (tà thuật) để gây hại và bất hạnh cho các thành viên trong cộng đồng. Bộ luật Pactus Legis Alamannorum một bộ luật đầu thế kỷ thứ 7 của liên minh Alemanni gồm các bộ lạc người Đức đã xếp phù thủy là một tội ác có thể bị trừng phạt ngang bằng với hành vi đầu độc. Nếu một người đàn ông tự do buộc tội một người phụ nữ tự do là phù thủy hoặc có hành vi đầu độc, thì bị cáo có thể bị buộc tội bởi mười hai người tuyên thệ về sự vô tội của cô ấy hoặc bởi một trong những người thân của cô ấy bảo vệ cô ấy với hình thức xét xử bằng chiến đấu. Trong trường hợp này, người tố cáo phải nộp phạt (Pactus Legis Alamannorum 13). Charlemagne Đại đế đã quy định hình phạt tử hình đối với bất kỳ ai thiêu sống phù thủy.
Phù thủy được coi là vô đạo đức và thường được cho là liên quan đến sự giao tiếp với những sinh vật xấu xa, chẳng hạn như "Giao ước với ma quỷ" để bán linh hồn cho quỹ dữ. Quan điểm của Thánh Augustine thành Hippo, người đã dạy rằng phù thủy không tồn tại và niềm tin vào nó là dị giáo. Những người bị nghi ngờ là phù thủy cũng bị đe dọa, trục xuất, tấn công hoặc treo cổ. Thường thì họ sẽ bị truy tố chính thức và bị trừng phạt nếu bị kết tội. Các cuộc săn lùng phù thủy và xét xử phù thủy ở châu Âu trong thời kỳ đầu hiện đại đã dẫn đến hàng chục nghìn vụ hành quyết hầu như luôn xảy ra đối với những phụ nữ không thực hành phép thuật. Thuật phù thủy ở châu Âu là sự kết hợp phức tạp của các phương pháp chữa bệnh dân gian, ma thuật dân gian, niềm tin cổ xưa vào ma thuật ở châu Âu ngoại giáo, quan điểm của Cơ đốc giáo về dị giáo, thực hành ma thuật nghi lễ thời trung cổ và các mẫu chuyện trong văn hóa dân gian và văn học. 

## Ở nước Anh

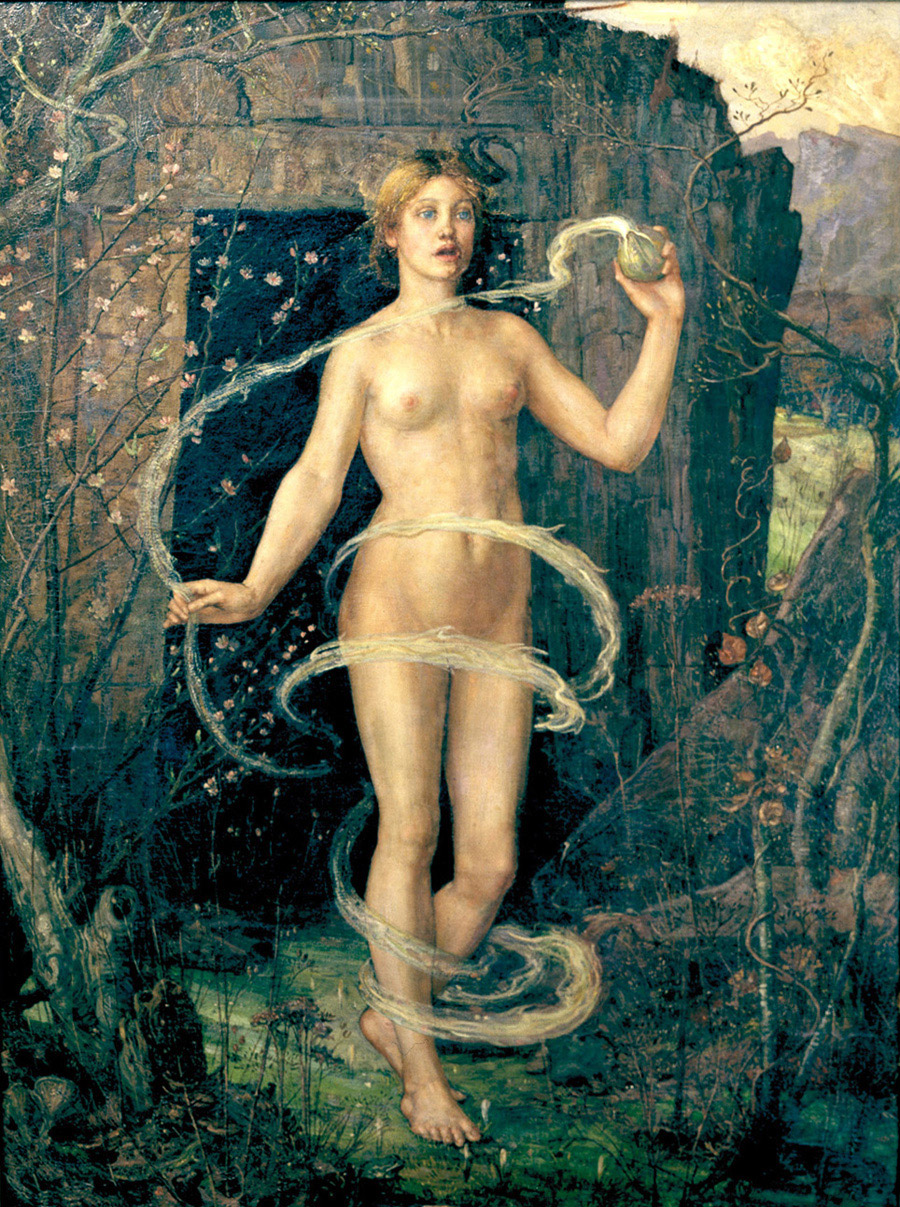
Họa phẩm một nữ phù thủy thanh xuân của họa sĩ George Wilson

Ở Anh, Scotland, xứ Wales và Ireland đã có một loạt các Đạo luật Phù thủy bắt đầu từ Đạo luật năm 1542 của Henry VIII. Chúng điều chỉnh về thuật phù thủy và đưa ra các hình phạt đối với việc thực hành nó. Ở xứ Wales, các phép thử phù thủy gia tăng vào thế kỷ 16 và 17, sau khi lo ngại nó được du nhập từ Anh. Ngày càng có nhiều báo động về ma thuật của phụ nữ như một vũ khí nhằm chống lại triều đình phong kiến và nhà thờ. Giáo hội đã nỗ lực nhiều hơn để thực thi giáo luật về hôn nhân, đặc biệt là ở xứ Wales, nơi truyền thống cho phép sự cởi mở trong quan hệ tình dục. Cũng có một khía cạnh chính trị, vì những lời buộc tội về phù thủy đã được áp dụng đối với kẻ thù của Henry VII, người đang ngày càng kiểm soát quyền lực nhiều hơn ở xứ Wales Khi lên ngôi vua vào năm 1603, James I đã mang đến Anh và Scotland những lời giải thích về thuật phù thủy. Ông đặt ra Đạo luật phù thủy năm 1604 hà khắc hơn nhiều, khiến nó trở thành một trọng tội theo thông luật và đã chuyển sự tập trung nỗi sợ hãi vào các cộng đồng nữ và các cuộc tụ tập đông đảo phụ nữ. 
James I nghĩ rằng những người phụ nữ đe dọa quyền lực chính trị của mình nên ông ta đã đặt nền móng cho các chính sách về phù thủy và thuyết huyền bí học, đặc biệt là ở Scotland. Vấn đề là niềm tin phổ biến vào thuyết âm mưu của phù thủy và ngày Sa-bát của phù thủy với ma quỷ đã tước đi ảnh hưởng chính trị của phụ nữ. Sức mạnh huyền bí được cho là một đặc điểm của phụ nữ vì phụ nữ yếu hơn và dễ bị ma quỷ nhập hồn hơn Sau năm 1700, Đạo luật Phù thủy năm 1735 đánh dấu một sự đảo ngược hoàn toàn về thái độ. Các hình phạt đối với việc hành nghề phù thủy theo truyền thống, mà vào thời điểm đó được nhiều nhân vật có ảnh hưởng coi là một tội ác không thể tránh khỏi, đã được thay thế bằng các hình phạt đối với hành vi giả vờ làm phù thủy. Một người tự nhận mình có khả năng gọi hồn (triệu hồi), phán về tương lai, làm bùa chú, hoặc phát hiện ra nơi ở của đồ ăn cắp, sẽ bị trừng phạt như một kẻ lang thang và một kẻ lừa đảo, có thể bị phạt tiền và bỏ tù. 

## Săn phù thủy

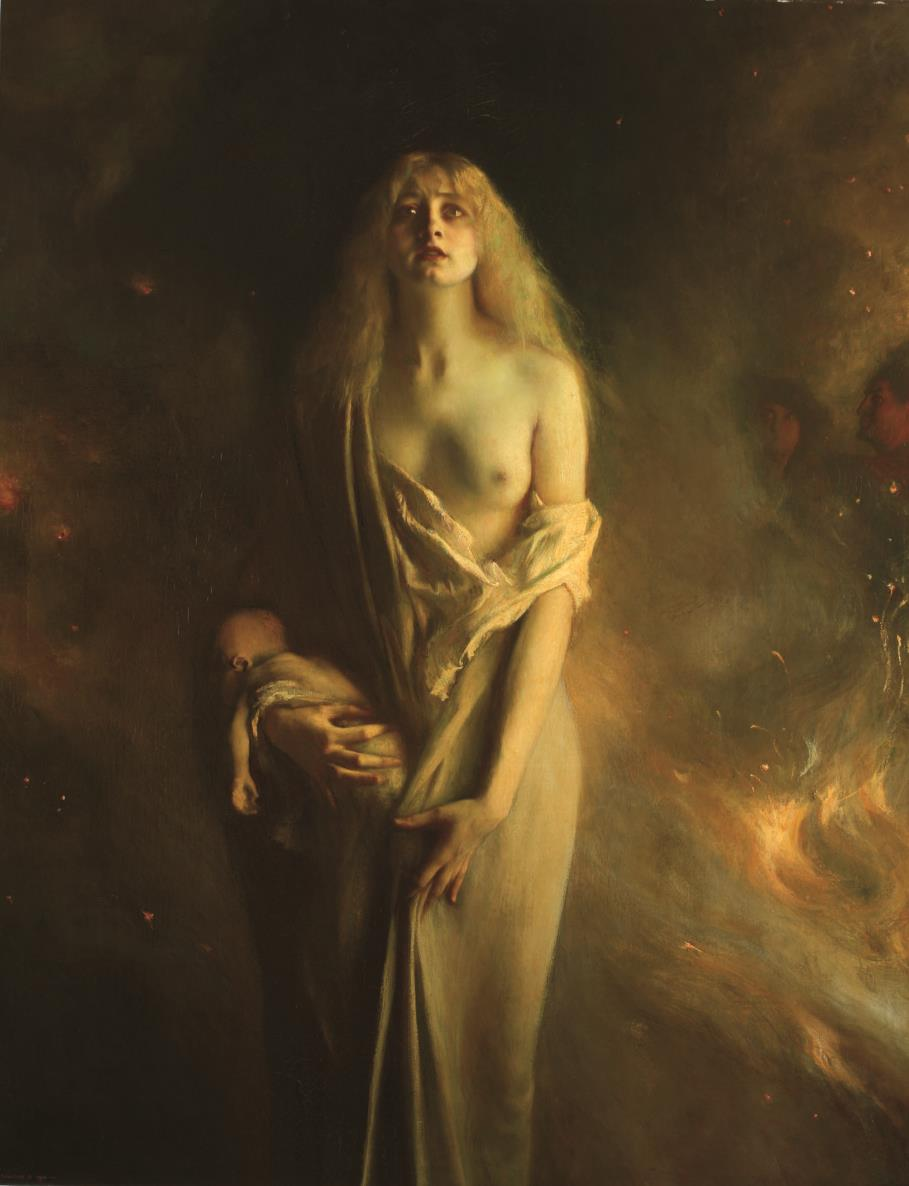
Họa phẩm cảnh thiêu sống một nữ phù thủy và trẻ em

Săn phù thủy (witch-hunt) hoặc thanh trừng (witch purge) thường được miêu tả là một cuộc tìm kiếm những người được gắn cho tội danh là phù thủy, có thể sử dụng phép thuật hoặc có liên quan đến tà pháp. Dù rằng từng có thời kỳ phép thuật phù thủy được nhiều nước phương Tây tôn sùng, những thầy phù thủy được xã hội trọng dụng. Tuy nhiên, người dân cuồng tín cho rằng những phù thủy có phép thuật siêu nhiêu hại người, thậm chí hủy diệt xã hội nên đã tìm cách trả thù, tận diệt những phù thủy này. Và đỉnh điểm của việc thanh trừng phù thủy đến vào thời Phục Hưng, khoảng cuối thế kỉ 15 đến đầu thế kỉ 16. 
Đối với các phù thủy trong thời Trung cổ thì dịch bệnh "Cái chết đen" ở châu Âu gây ra sự tàn phá và các cuộc chiến tranh tôn giáo khiến mọi người tin vào những thế lực phi tự nhiên ác độc như phù thủy và người sói đã và đang cố gắng phá hủy sự yên bình của xã hội. Các nữ phù thủy trở thành vật tế thần dễ dàng cho nhiều giáo hoàng như Innocent VIII thế kỷ 15, là đối tượng mà các tòa án dị giáo chủ yếu nhắm vào phụ nữ kể từ khi nhà thờ tin rằng Eve đã khởi nguồn tội lỗi trong Vườn Địa đàng. Các nhà chức trách đã tập hợp công dân để vạch tội và cáo buộc phù thủy xuất hiện từ các sự kiện trần tục như tranh cãi và bất bình vụn vặt, các nạn nhân bị tra tấn, để buộc phải thú tội. Một khi kẻ hành hạ làm trái ý muốn của nạn nhân, nhà chức trách buộc họ phải đặt tên cho những người khác và sau đó tất cả đều bị treo cổ hoặc thiêu sống.
Tại Đức, vào năm 1593, tại thị trấn Nördlingen, chủ quán trọ Maria Höll bị buộc tội là phù thủy. Cô bị bắt vào thẩm vấn, và phủ nhận các cáo buộc. Cô tiếp tục khẳng định mình không phải là phù thủy sau 62 vòng tra tấn trước khi những người buộc tội cô thả cô ra. Rebekka Lemp, bị buộc tội vài năm trước ở cùng thị trấn, phải đối mặt với số phận tồi tệ hơn. Cô viết thư cho chồng cô từ trong buồng giam, lo lắng rằng cô sẽ phải thú nhận vì đã bị tra tấn quá nhiều, mặc dù Lemp vô tội. Vua Charles IX Pháp khi lên ngôi mới có 16 tuổi mà vào thời bấy giờ, phù thủy, những kẻ mối lái và gái thanh lâu đông như ruồi trong những ngày nắng hạ. Nhà vua muốn quét sạch hết những thứ rác rưởi ấy, trước tiên là bọn phù thủy.
Ngày nay ở thế kỷ 21, nhưng phù thủy vẫn còn tồn tại, thậm chí hoành hành tại nhiều nơi trên thế giới, nhất là ở Mexico để hành nghề phép thuật, cúng bái, chữa bệnh. Những người mê muội tin rằng họ có thể tự biến cải thành diều hâu, cú, bướm, cơn lốc hoặc một khối lửa, và chữa được nhiều bệnh nan y. Chỉ riêng trong tháng 8 năm 2001, Mexico đã có 11 người bị chết vì các lang băm phù thủy. Theo báo cáo của cảnh sát, những người bệnh đã bị nhiễm độc do chất Monoxyde de-earbone gây ra bởi việc sử dụng lò than trong một không gian kín mít đến đến ngộ độc, tử vong. Vậy nên xét ở góc độ nào đó, việc các phù thủy bị trả thù, trừng phạt cũng có nguyên nhân từ những hành vi phi pháp của họ gây ra (như cúng bái, chữa bệnh trái phép...).

## Trong hội họa

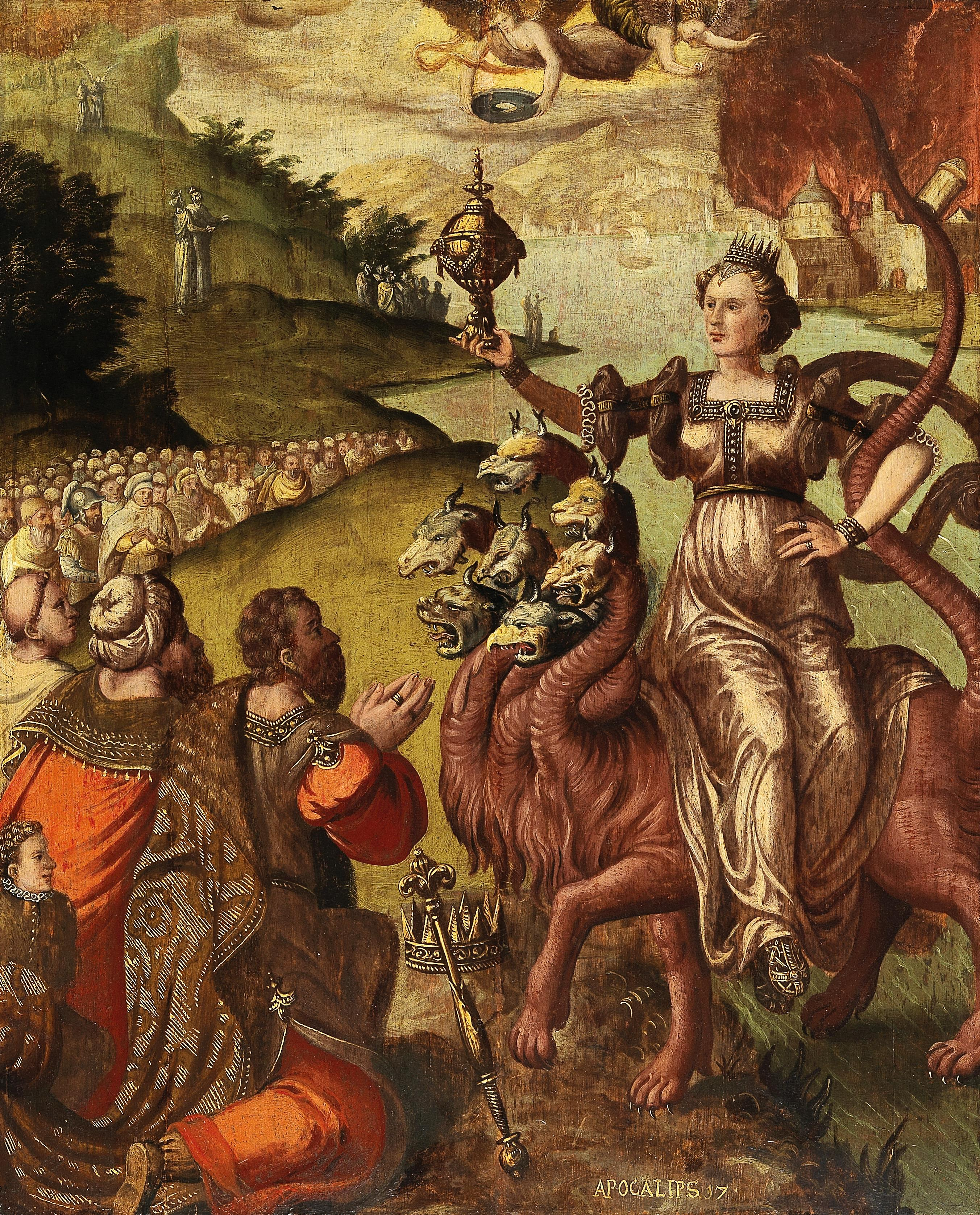
Bức họa Whore of Babylon

Phù thủy là một sản phẩm văn hóa đặc trưng của phương Tây. Phù thủy đã trở thành đề tài lớn trong văn chương, điện ảnh và cả hội họa. Mỹ thuật phương Tây cũng tham gia vào việc khắc họa lại nỗi sợ của con người đối với một hiện tượng văn hóa đặc biệt như phù thủy. Trong hơn 500 năm qua, đã có nhiều họa sĩ mang niềm hứng thú đặc biệt đối với hiện tượng văn hóa này. Lịch sử mỹ thuật có khá nhiều hình ảnh khắc họa phù thủy, đó có thể là những phụ nữ xấu xí, đầy vẻ hăm dọa, cũng có thể là những phụ nữ xinh đẹp, mang đầy vẻ quyến rũ, ma mị. Các tác phẩm có thể kể đến như:
- Bức “Ba chị em phù thủy” (1785) của họa sĩ người Thụy Sĩ-Henry Fuseli
- Bức “Ba chị em phù thủy” của họa sĩ người Anh-William Blake.
- Bức “Vòng tròn ma thuật” (1886) của họa sĩ người Anh-John William Waterhouse khắc họa một phù thủy có nhan sắc kiều diễm.
- Bức Whore of Babylon được danh họa người Anh-William Blake khắc họa một phù thủy trong dáng dấp của một nữ thần.
- Bức “Lễ hội phù thủy” (1606) của họa sĩ người Hà Lan-Frans Francken II cho thấy những phù thủy có nhan sắc tuyệt mỹ.
- Bức phác họa “Bốn mụ phù thủy” của họa sĩ người Đức-Albrecht Durer hoàn toàn không khác gì với những bức tranh khắc họa phụ nữ bình thường.
- Bức “Phù thủy phá rối” của họa sĩ người Ý-Agostino Veneziano.
- Bức “Bên trong căn bếp của mụ phù thủy” (1848) của họa sĩ người Scotland-Joseph Noel Paton.
- Bức “Ba cái đầu phù thủy” của họa sĩ người Scotland-John Runciman khắc họa những phù thủy là nam giới.
- Bức tranh của họa sĩ người Ý-Salvator Rosa lại đặc tả khía cạnh đạo đức. Nỗi ám ảnh về phù thủy từng là căn bệnh hoang tưởng trầm kha, sự kích động thái quá của xã hội phương Tây. Khi đó, phụ nữ có thể bị hành hình dã man nếu bị những người xung quanh đồn đại là phù thủy.